# Strophanthus eminii
Strophanthus eminii là một loài thực vật có hoa trong họ La bố ma. Loài này được Asch. ex Pax miêu tả khoa học đầu tiên năm 1892.